# Lobuche
Der Lobuche (auch: Lobuje) ist ein über sechstausend Meter hoher Berg in der Khumbu-Region in Nepal.
Der Berg hat zwei Hauptgipfel: den 6145 m hohen Westgipfel und den 6119 m hohen Ostgipfel (⊙). Beide Gipfel sind etwa zwei Kilometer voneinander entfernt und durch einen tief ausgekerbten Bergkamm verbunden. Der Lobuche liegt westlich des Khumbu-Gletschers, an der Route des Mount Everest Trek zwischen Pheriche und Gorak Shep und etwa 30 km südwestlich des Mount Everest. Zwischen den beiden Gipfeln des Lobuche gibt es einen langen, tief eingeschnittenen Grat und einen sehr steilen Abstieg von 500 Metern, was es nahezu unmöglich macht, direkt vom Lobuche East zum Lobuche West zu gelangen.

## Lobuche West
Der Lobuche West ist technisch anspruchsvoll und gilt als schwierig zu besteigender Sechstausender im Khumbu. Der Gipfel wird von der Nepal Mountaineering Association als Klettergipfel der Kategorie „A“ geführt. Er wurde erstmals 1955 über die Südschulter bestiegen.

## Lobuche Ost
Die erste dokumentierte Besteigung des Lobuche Ost erfolgte am 25. April 1984 durch Laurence Nielson und Sherpa Ang Gyalzen. Es ist jedoch wahrscheinlich, dass der Gipfel bereits zuvor bestiegen wurde. Der Lobuche Ost ist ein beliebtes Kletterziel und gilt in Nepal noch als Trekkinggipfel (Klettergipfel der Kategorie B), obwohl der Gipfel im Endteil steile Eis- und Schneepassagen enthält. Meist wird auch nicht der eigentliche Ostgipfel, sondern der sogenannte „falsche Gipfel“ (false summit) südlich davon bestiegen. Er ist im Schwierigkeitsgrad dem Island Peak vergleichbar, die Besteigung erfordert einen Permit. Das Basislager liegt an der Südwestflanke auf 4950 m Höhe.

## Lobuche (Ort)
Der Ort Lobuche (Lage) liegt auf 4940 m Höhe. Er liegt etwa vier Kilometer südlich von Gorak Shep und damit auf dem Weg zum Basislager des Mount Everests. Die ehemalige Alm ist mit der Zunahme des Trekkingtourismus gewaltig gewachsen. Die Zahl der Herbergen und Übernachtungsplätze ist mittlerweile stark angestiegen – mit gravierenden ökologischen Folgen. Insbesondere in der Hauptsaison ist der Ort stark überfüllt.

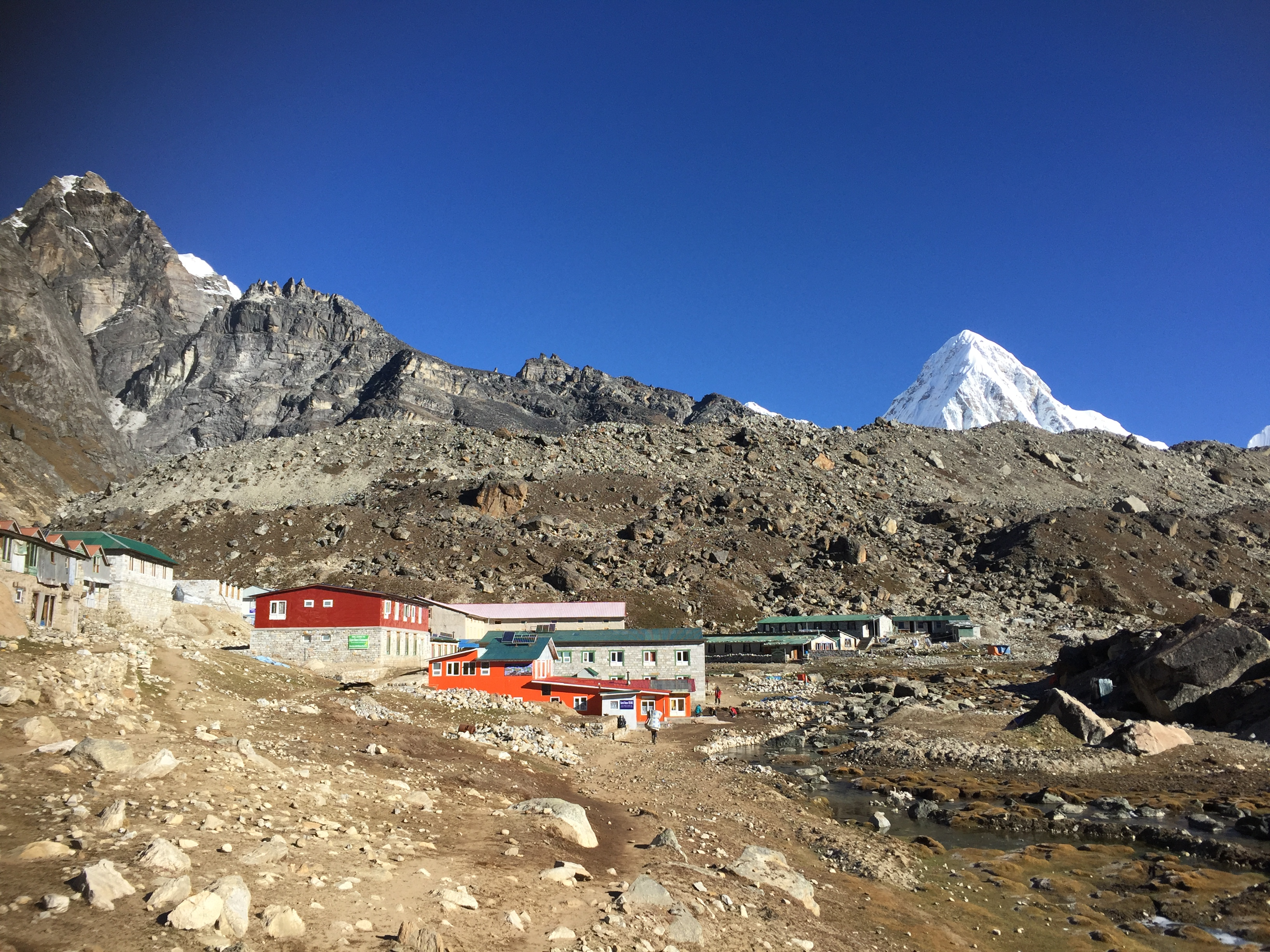
Der Ort Lobuche, im Hintergrund der Pumo Ri
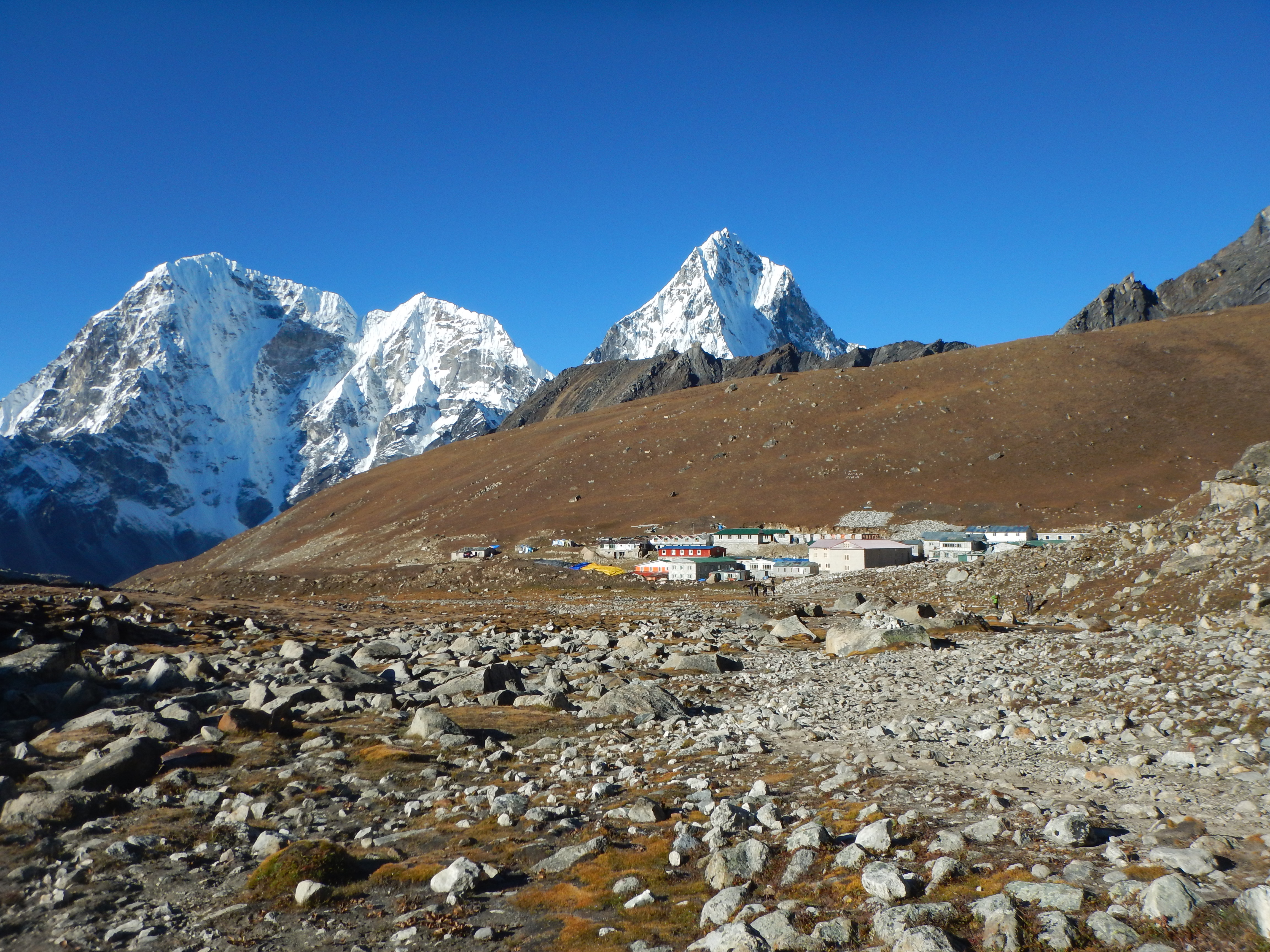
Der Ort Lobuche, im Hintergrund der Taboche und der Cholatse